# Fabrică de cherestea

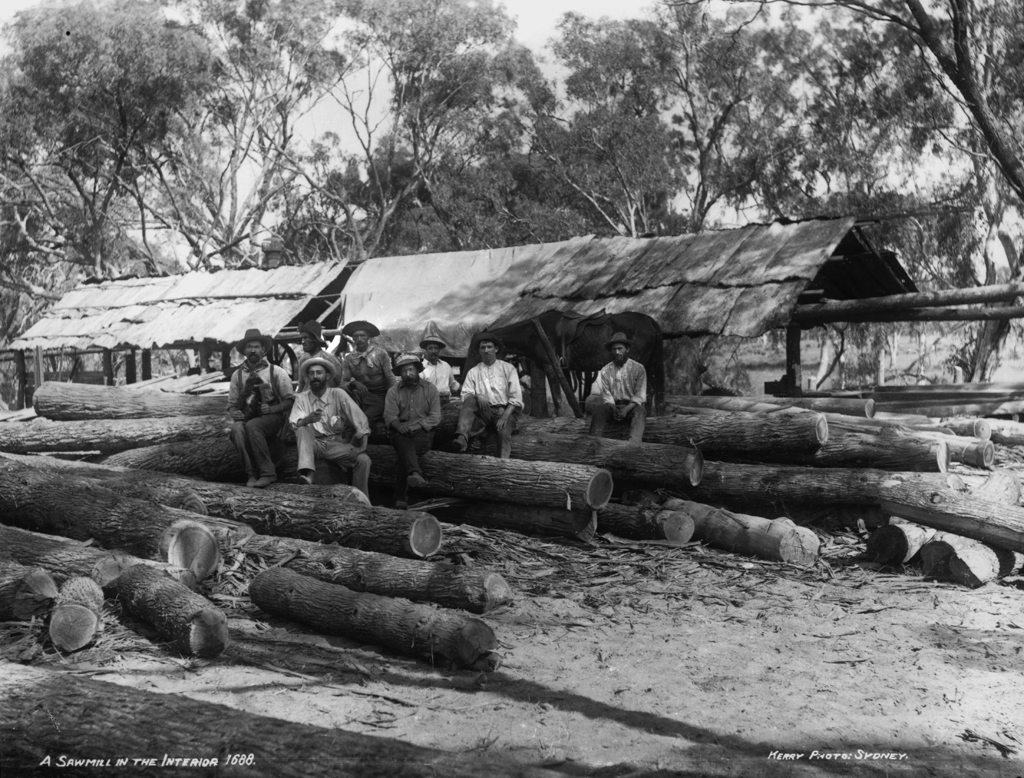
O fabrică de cherestea din Australia, c. 1900

O fabrică de cherestea este atelier de prelucrare a lemnului, unde se taie bușteni. Produsele rezultate, care au cel mai adesea dimensiuni standard în cele trei direcții, se numesc materiale lemnoase în literatura de specialitate.